# Bröderna Östermans huskors (film, 1925)
Bröderna Östermans huskors är en svensk dramafilm från 1925 i regi av William Larsson. 

## Om filmen
Filmen premiärvisades 20 september 1925 på biograferna Odéon och Rivoli i Stockholm. Inspelningen av filmen utfördes i en ateljé på Linnégatan i Stockholm med exteriörer från ön Diamanten vid Furusund av Arthur Thorell. 
Som förlaga till filmen har man Oscar Wennerstens pjäs Bröderna Östermans huskors som uruppfördes på Folkets Hus Teater i Stockholm 1913. 
Pjäsen har varit förlaga till ytterligare fyra filmer, två i Sverige och två i Danmark. De svenska filmerna har samma titel medan John Iversen och Ole Berggreens film från 1943 fick titeln En Pige uden Lige och Lau Lauritzens film från 1967 gavs titeln Mig og min Lillebror. 

## Rollista (i urval)
- Frida Sporrong – Anna Söderberg, huskorset
- Georg Blomstedt – Lars Österman
- Carl-Ivar Ytterman – Karl Österman
- Nils Lundell – Nils Österman
- Jenny Tschernichin-Larsson – Helena Vestman, deras syster
- Eric Engstam – Jan Vestman, hennes man
- Edit Rolf – Ella Vestman, deras dotter
- Paul Seelig – Axel Ohlsson, sjöman
- Gunhild Robertson – Sofi Ohlsson, hans mor
- Georg af Klercker – Greve Lejonflyckt
- Valborg Hansson – Grevinnan Lejonflyckt
- Hartwig Fock – Handelsman
- Greta Fock